# Malua burgersi
Malua burgersi är en insektsart som beskrevs av Willy Adolf Theodor Ramme 1941. Malua burgersi ingår i släktet Malua och familjen gräshoppor. Inga underarter finns listade i Catalogue of Life.